# 3-fosfoshikimato 1-carbossiviniltransferasi
La 3-fosfoshikimato 1-carbossiviniltransferasi (o EPSPS) è un enzima appartenente alla classe delle transferasi che catalizza la reazione di condensazione tra il fosfoenolpiruvato e lo shikimato-3-fosfato all'interno della biosintesi degli aminoacidi aromatici (fenilalanina, tirosina e triptofano) nel cloroplasto. Nel dettaglio, la reazione catalizzata è la seguente:
fosfoenolpiruvato + 3-fosfoshikimato {\displaystyle \rightleftharpoons } fosfato + 5-O-(1-carbossivinil)-3-fosfoshikimato
Questo enzima riveste una grande importanza in agronomia dal momento che il glifosate, un potente diserbante totale non selettivo, ne è inibitore competitivo: questo significa che la molecola riesce dunque ad uccidere qualunque individuo vegetale, comprese le erbe infestanti più resistenti, inibendo l'enzima e l'intera fotosintesi clorofilliana del vegetale. A tale riguardo, sono stati svolti studi di ingegneria genetica volti alla realizzazione di linee geneticamente modificate per resistere al trattamento con glifosato, attraverso una sovrapproduzione di enzima che ne controbilanci l'inibizione. In tal modo il trattamento con la molecola diventerebbe specifico solo per le erbe infestanti.
Un altro approccio è di modificare la struttura dell'enzima. Per esempio, l'analogo enzima prodotto dal batterio Agrobacterium tumefaciens (ceppo CP4) è immune dall'inibizione del glifosato, in quanto la molecola ha una affinità nettamente maggiore per l'enzima vegetale: per questo motivo il gene batterico corrispondente viene usato da Monsanto per creare piante transgeniche resistenti al glifosato (dette Roundup ready).